# St. Johannis (Rothenburg ob der Tauber)

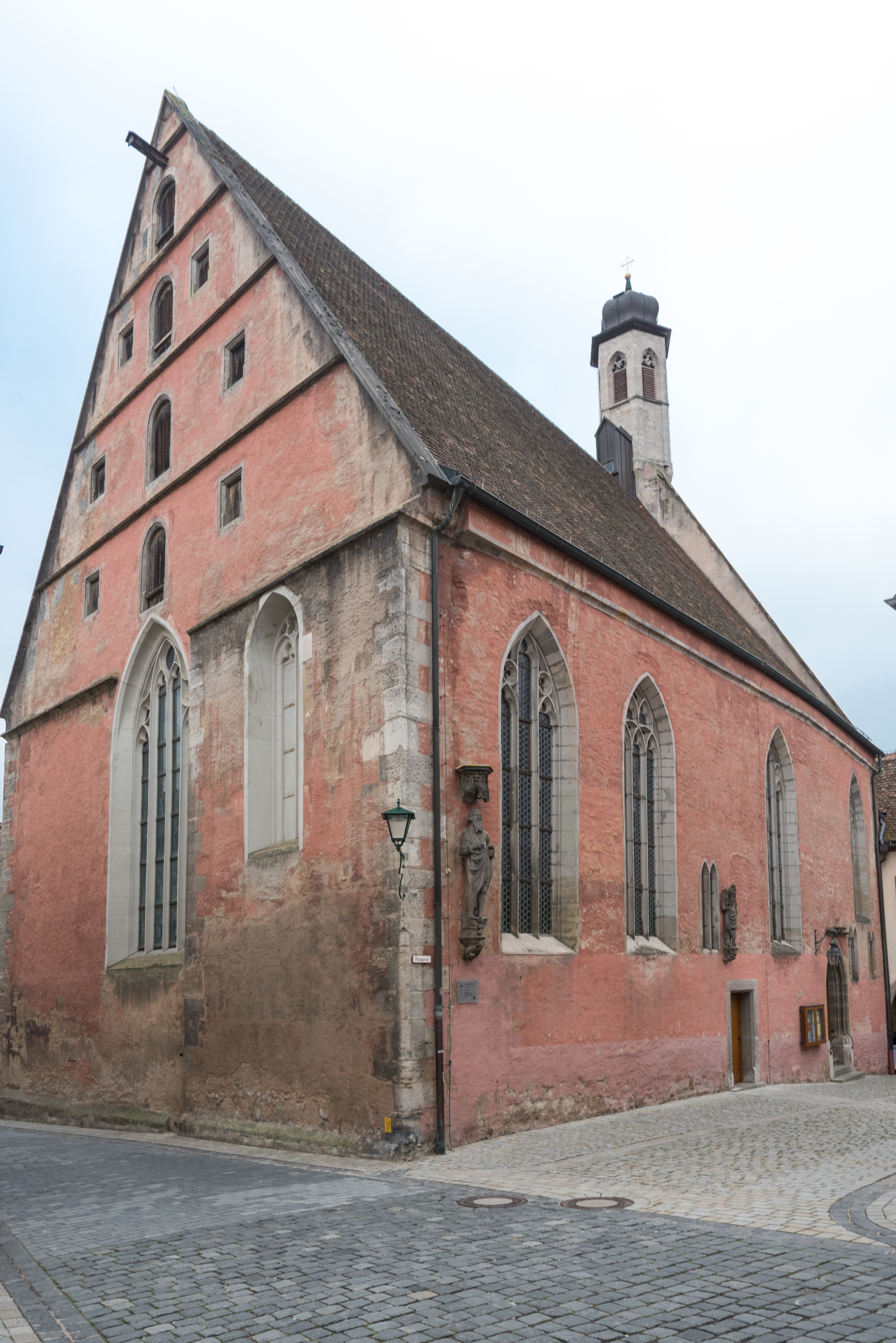
St. Johannis in Rothenburg ob der Tauber

Die ehemalige Klosterkirche der Johanniter ist seit 1803 die römisch-katholische, denkmalgeschützte Pfarrkirche St. Johannis. Sie befindet sich in der Burggasse 1 von Rothenburg ob der Tauber, einer Kleinstadt im Landkreis Ansbach (Mittelfranken, Bayern). Die Kirche ist unter der Denkmalnummer D-5-71-193-55 als Baudenkmal in der Bayerischen Denkmalliste eingetragen. Die Pfarrei gehört zum Dekanat Ansbach des Erzbistums Bamberg.

## Beschreibung
Die dreischiffige Hallenkirche, die mit einem steilen Satteldach bedeckt ist, wurde um 1390/1410 nach einem Entwurf von Hans von Burghausen erbaut. Vor dem Giebel im Westen erhebt sich ein sechseckiger Dachreiter, der mit einer Zwiebelhaube bedeckt ist. An der Nordwand befinden sich außen die steinernen Statuen von Johannes dem Täufer und dem heiligen Christophorus. Der Innenraum ist mit einer Holzbalkendecke überspannt, die von vier Säulen getragen wird. Die ursprüngliche Kirchenausstattung wurde stark reduziert. Erhalten geblieben ist eine um 1730/40 geschaffene Mondsichelmadonna. Die Orgel wurde 1885 mit 23 Registern, 2 Manualen und einem Pedal von G. F. Steinmeyer & Co. erbaut. und 1993 um 3 Register erweitert.